# Ángel Tavira
Ángel Tavira Maldonado (Corral Falso, Guerrero; 3 de julio de 1924-Ciudad de México, Distrito Federal; 30 de junio de 2008) fue un compositor, músico y violinista mexicano del género musical del son calentano. En 2006, ganó el Premio al Mejor Actor en la sección "Una cierta mirada" en el 59.º Festival Internacional de Cine de Cannes por su actuación en la película El violín.

## Biografía
Ángel Tavira Maldonado nació en el pueblo de Corral Falso, localizado en el municipio de Ajuchitlán del Progreso, Guerrero, México, en la región conocida como Tierra Caliente, hijo único de J. Isabel Maldonado y Anita Tavira López, y nieto de Juan Bartolo Tavira, quien fuera compositor y ejecutante de sones, gustos, indias, malagueñas, rimas y coplas, y quien habría de inculcarle el gusto por la música tradicional, también alentado por sus tíos y primos Félix, José Guadalupe Lupito, y Sósimo Tavira López. Desde los seis años aprendió a tocar de manera lírica cuatro instrumentos: saxofón, bajo, guitarra y violín, y más tarde habría de tomar clases de música clásica, semiclásica y romántica. Siendo aun joven, sufre un accidente durante la fiesta del patrono del pueblo cuando un cohete le estalló en su mano derecha, la cual tuvo que ser amputada, hecho que hizo que el joven Tavira se desalentara, pero fue su tío Lupito quien le alentó a continuar en la ejecución de la música. Más tarde tomó cursos en el Conservatorio Nacional de Música en la Ciudad de México.
Era considerado como un importante compositor del son calentano, género musical de la región de Tierra Caliente, junto con otras figuras como Juan Reynoso Portillo, Cástulo Benítez, José Natividad Leandro, Zacarías Salmerón y Pedro Ignacio Pablo. A los 60 años se matriculó en el Conservatorio de Música de Morelia para estudiar transcripción de partituras con el fin de rescatar la música tradicional de su región. 
Ángel Tavira fue director del grupo Hermanos Tavira Band, un grupo musical que se ha encargado de salvaguardar la música tradicional al rescatar obras de Juan Reynoso, Zacarías y Filiberto Salmerón, y Severino Bañuelos. Entre otras ocupaciones, Ángel Tavira ha sido granjero, orfebre y profesor, esta última profesión la ejerció en el jardín de niños "Antonia Nava de Catalán" y en la Escuela Secundaria N.º 2 "Jaime Torres Bodet", desde 1972 hasta su jubilación 32 años después, en Iguala.
En 1988, Tavira se inició en la política al ser suplente de diputado federal como compañero de fórmula de Félix Salgado Macedonio. Ángel Tavira se casó con Rafaela Martínez con quien procreó 10 hijos y años después dejó a su familia para vivir con Elpidia Diego en Iguala .
Sin haber estudiado actuación, en 2005 participa en la película El violín en el papel de don Plutarco Hidalgo, un músico y campesino participante en una guerrilla que planea levantarse en armas contra su gobierno, por el cual obtuvo el Premio al Mejor Actor en la sección "Una cierta mirada" (Prix d'interprétation masculine - Un certain regard) en el 59.º Festival Internacional de Cine de Cannes, ópera prima de Francisco Vargas Quevedo, además del Kikito de Oro por mejor actor en la categoría de largometraje latinoamericano del 34.º Festival de Gramado, y el Premio Especial del Jurado de la 30.ª Muestra Internacional de Cine de São Paulo.
Cabe destacar que una de las últimas presentaciones en público la realizó en el Festival Internacional "Quimera" 2007 en Metepec, Edo. de México, ante aproximadamente 10 mil personas. La coordinación de su invitación estuvo a cargo de Laura Olivia Montesinos.
En 2003, se graba el único disco compacto que hizo don Ángel.
Falleció el 30 de junio de 2008, debido a complicaciones derivadas de una infección en las vías urinarias.